# Radôme
 (décembre 2014).
Si vous disposez d'ouvrages ou d'articles de référence ou si vous connaissez des sites web de qualité traitant du thème abordé ici, merci de compléter l'article en donnant les références utiles à sa vérifiabilité et en les liant à la section « Notes et références ».
Ne doit pas être confondu avec le RADOME, Réseau d'Acquisition de Données et d'Observations Météorologiques Étendues de Météo-France

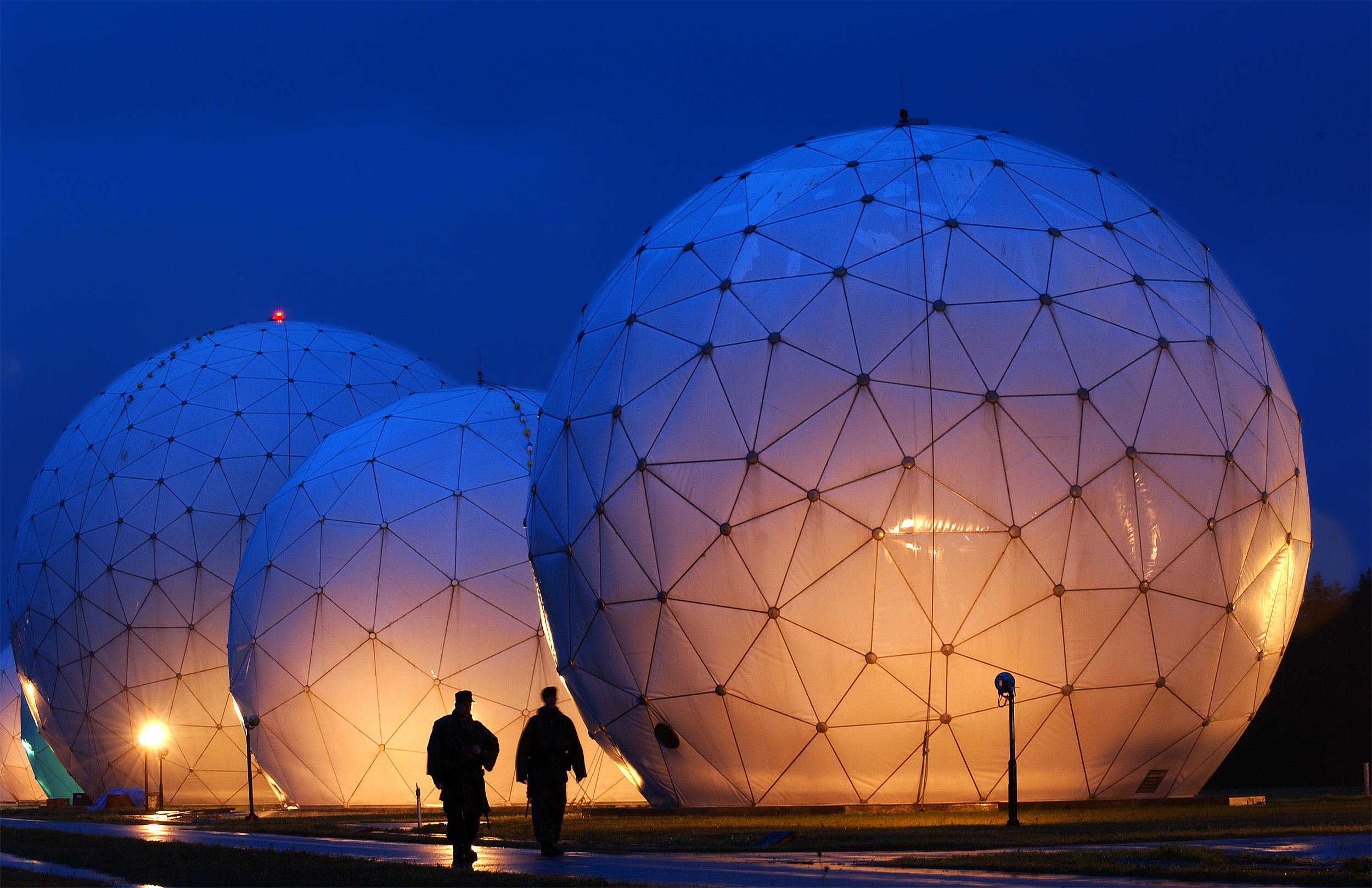
Radômes rigides du Centre des Opérations de Cryptologie à Misawa (Japon)

Un radôme (contraction de radar et dôme) est un abri protecteur imperméable utilisé pour protéger une antenne des intempéries mais aussi des regards, sa forme permettant de ne pas divulguer l'orientation de l'antenne (dans le cadre d'écoutes, d'interceptions de communications). Divers matériaux peuvent être utilisés pour la construction mais ils ont en commun d’atténuer au minimum le signal émis et reçu. Il existe des radômes rigides et d’autres souples faits de tissu et gonflables. Ils peuvent avoir différentes formes, variant selon l’usage qui peut être terrestre, maritime ou aérien. En particulier, sur les avions, ils doivent avoir une forme aérodynamique.

## Composition
Le radôme est fait d’un matériau léger, résistant, non métallique et imperméable tel que la fibre de verre. Dans certaines applications volumineuses ou mobiles, le radôme peut également être fait d'une enveloppe en tissu, enduite d'un polymère imperméabilisant, et qui sera gonflée. Même avec ces caractéristiques, le radôme contribue à une surcharge sur la base de l'antenne, en particulier sur celle d'un radar, et à l’oscillation par le vent de la tour qui la supporte. Il faut donc en tenir compte lors de la création des plans.

## Applications

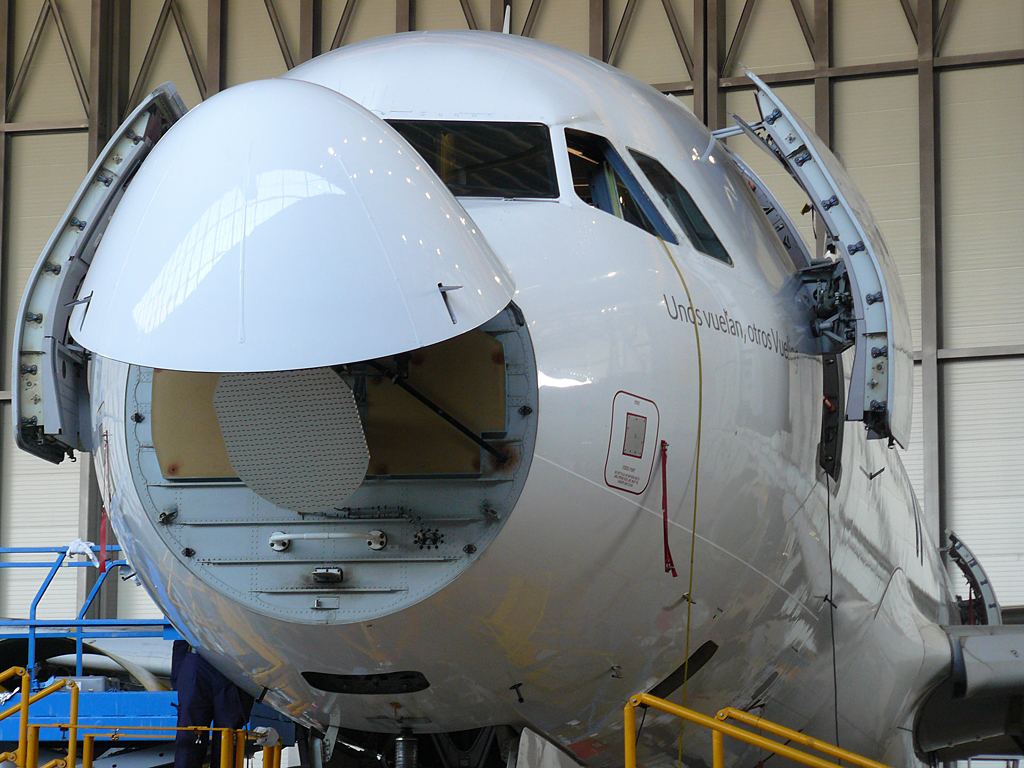
Radôme en forme de cône qui une fois soulevé montre le radar d'un Airbus A320

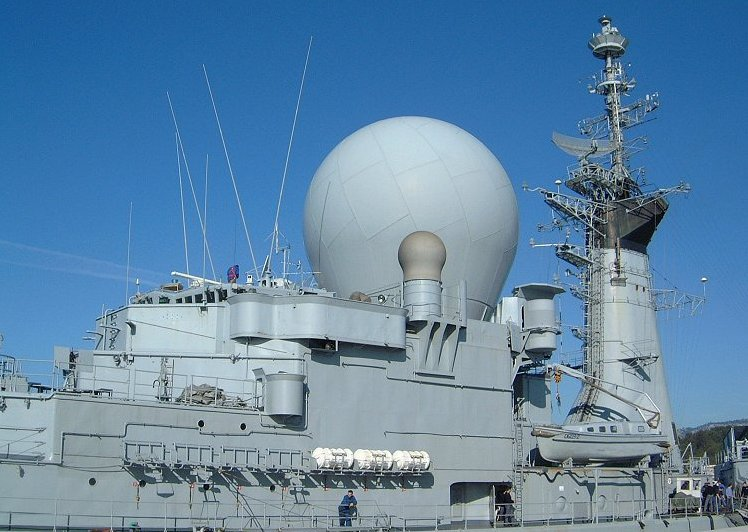
Radôme sphérique sur la frégate.

Pour les antennes stationnaires, une accumulation de glace excessive peut changer ses caractéristiques, par changement d’impédance, réduisant la puissance d'émission. L’énergie non émise retourne au transmetteur et le fait surchauffer. Un circuit électronique se déclenche alors pour réduire la puissance émise et donc la portée de l’antenne.
Le radôme est donc utilisé pour prévenir ces accumulations de glace, principalement par le verglas, directement sur le métal de la surface de l’antenne. Afin qu'il ne se fasse pas d'accumulations non plus sur le radôme, ce qui atténuerait le signal, l'air à l'intérieur du dôme peut être chauffé. Dans le cas d’un radar à balayage, le radôme protège également contre les impacts de débris et les variations de vitesses de rotation de l’antenne par l’effet du vent. Sur un avion, en plus de protéger, le radôme contribue à l’aérodynamisme.
Pour les applications militaires et de surveillance, un radôme sert souvent en plus à cacher les caractéristiques du système. Dans une optique stratégique, le radôme permet de masquer les paraboles. En effet, l'orientation d'une parabole détermine le champ d'écoute. Le radôme permet ainsi d'écouter sans qu'on puisse savoir de l'extérieur qui est écouté. Les bases du système Echelon, mis en place durant la guerre froide conjointement par les États-Unis et le Royaume-Uni à travers l'accord UKUSA, apparaissent extérieurement comme des champs de radômes.
Les aéronefs comportent en général de nombreux systèmes électroniques émetteurs ou récepteurs, équipés d'antennes, chacune d'elles ayant le plus souvent son propre radôme. La conception des radômes d'aéronefs est une activité pluridisciplinaire.

## Forme
Pour les radars et les antennes de communication, terrestres et maritimes, le radôme sera le plus souvent un dôme géodésique de diamètre assez large pour permettre la rotation et le changement d’angle d’élévation entre l’horizontale et le zénith, ainsi que de protéger les instruments électroniques.
Dans le cas d'aéronefs, la forme pourra varier selon la position sur le fuselage et le type d'antenne mais dans tous les cas, la forme sera aérodynamique.

## Alternatives
Le radôme présente quelques inconvénients, comme une certaine pollution visuelle. L'autre solution est le recours à des dispositifs chauffants, en courant continu plutôt qu’en courant alternatif, pour empêcher la formation de glace sans interférer avec la transmission ni la réception. Cependant, ils sont inutilisables sur de nombreux sites où la position et la disponibilité en énergie sont des facteurs importants.

## Ouvrages

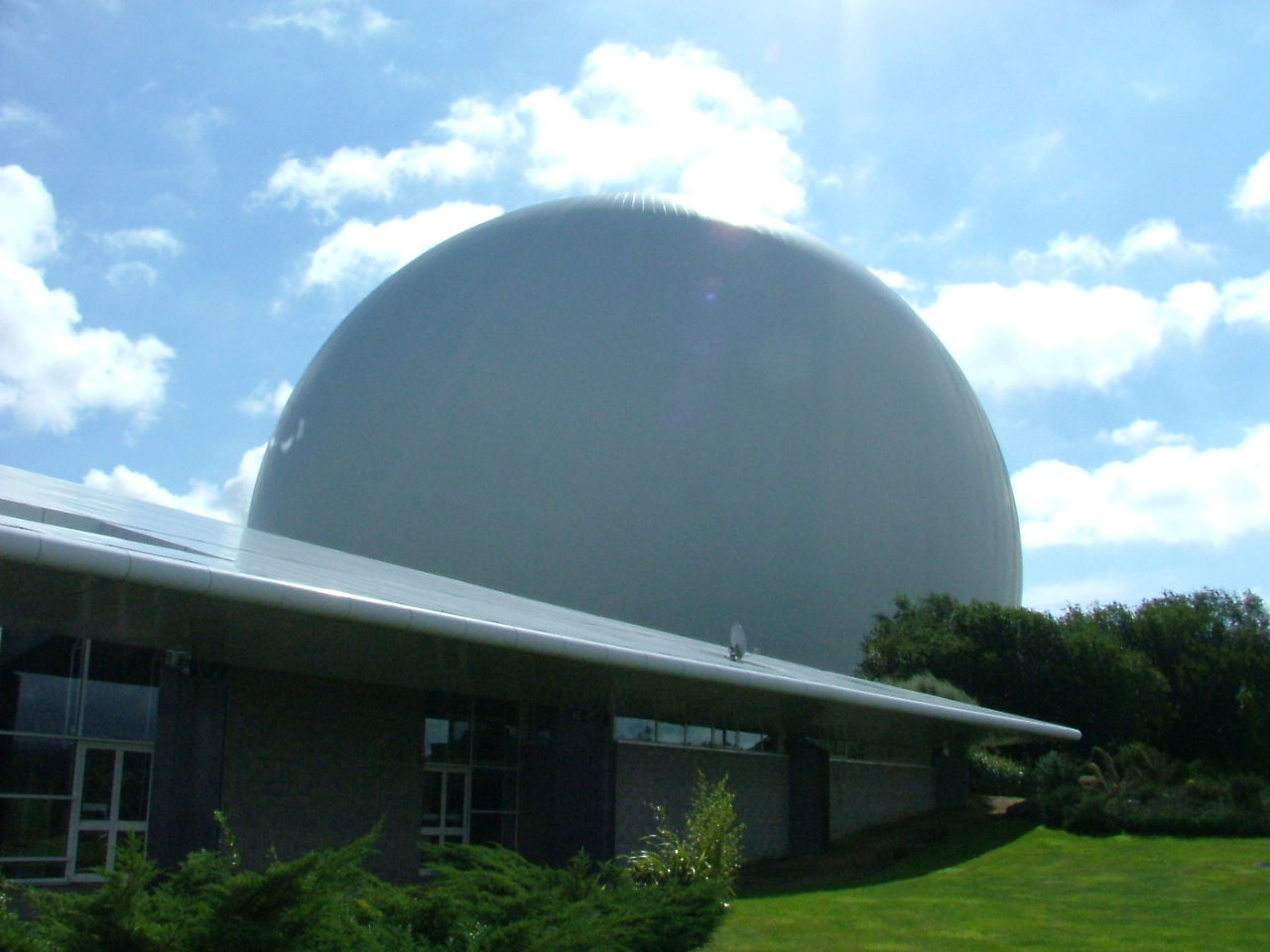
Radôme gonflable de Pleumeur-Bodou (Côtes-d'Armor - France)

Le plus gros radôme du monde se trouve à la Cité des télécoms à Pleumeur-Bodou, en Bretagne. Il est de type gonflable et mesure 50 m de haut et 64 m de large.